# 63e division d'infanterie (France)
Pour les articles homonymes, voir 63e division.
La 63e division d'infanterie est une division d'infanterie de l'Armée de terre française qui a participé à la Première Guerre mondiale et à la Seconde Guerre mondiale.

## Les chefs de la63edivision d'infanterie
- 2 août - 19 novembre 1914 : général Georges Gustave Lombard[1]
- 20 novembre - 30 décembre 1914 : général Georges Jullien[1]
- 31 décembre 1914 - 19 juin 1916 : général Edouard Hirschauer[1]
- 20 juin 1916 - 2 juillet 1917 : général Joseph Louis Andlauer[1]
- 3 juillet 1917 - 6 août 1918 : général Joseph Ecochard[1]
- novembre 1939 - novembre 1939 : général Gaspard Henri Marie Gaston d'Humieres (sl)
- novembre 1939 - juin 1940 : général Maurice René Pierre Parvy (sl)

## Première Guerre mondiale

### Composition

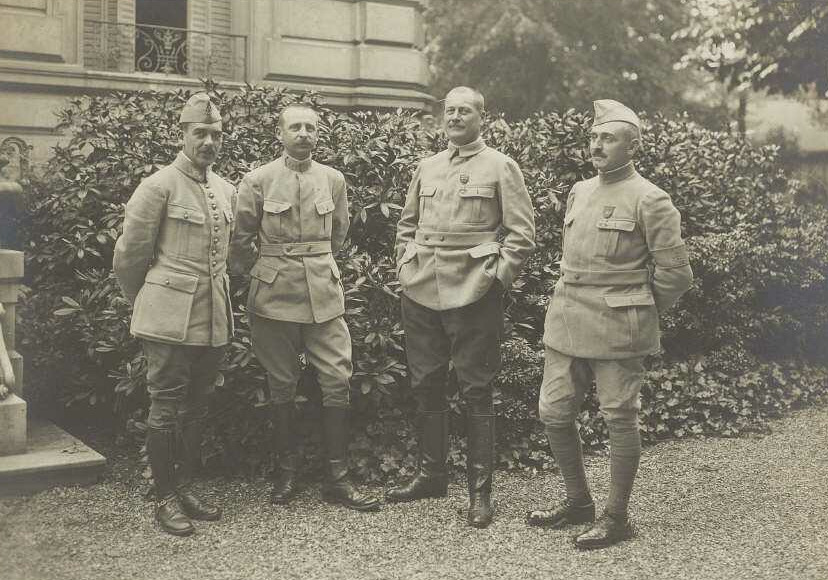
L'état-major de la de la division, à Soissons le 1/9/1915. Le troisième officier (en partant de la gauche) est le colonel Andlauer, commandant alors la et futur commandant de la division.

- 125e brigade[2] :
  - 216e régiment d'infanterie d'août 1914 à août 1918
  - 238e régiment d'infanterie d'août 1914 à juin 1916 (Dissolution)
  - 298e régiment d'infanterie d'août 1914 à août 1918
- 126e brigade :
  - 292e régiment d'infanterie d'août 1914 à juin 1915 (Dissolution)
  - 305e régiment d'infanterie d'août 1914 à août 1918
  - 321e régiment d'infanterie d'août 1914 à juin 1916
- Cavalerie[2] :
  - 2 escadrons 14e régiment de dragons d'août 1914 à novembre 1915
  - 2 escadrons du 21e régiment de chasseurs de novembre 1915 à juillet 1916, puis d'août à novembre 1916
  - 1 escadron du 21e régiment de chasseurs de novembre 1916 à juin 1917
- Artillerie[3] :
  - 1 groupe de canons de 75 (21e, 22e et 23e batteries) du 16e régiment d'artillerie de campagne d'août 1914 à avril 1917
  - 1 groupe de canons de 75 (24e, 25e et 26e batteries) du 36e régiment d'artillerie de campagne d'août 1914 à avril 1917
  - 1 groupe de canons de 75 (27e, 28e et 29e batteries) du 53e régiment d'artillerie de campagne d'août 1914 à avril 1917
  - 3 groupes de canons de 75 du 216e régiment d'artillerie de campagne d'avril 1917 à août 1918 (par réunion des trois groupes précédents)
  - 7e groupe (canons de 155 C) du 113e régiment d'artillerie lourde d'avril 1917 à août 1918[2]
- Génie[2] :
  - compagnie 13/13 du 4e régiment du génie d'août 1914 à août 1918
  - compagnies 13/19, 13/24 du 4e régiment du génie d'août 1914 à janvier 1915
  - compagnie 13/63 (ex-13/13 bis) du 4e régiment du génie de juillet 1915 à août 1918
  - compagnie 22/22 du 1er régiment du génie de janvier 1917 à août 1918
  - détachement de transmissions du 8e régiment du génie d'août 1914 à août 1918

En juin 1916, les 125e et 126e brigades sont dissoutes et les régiments sont directement rattachés à l'infanterie divisionnaire.

### Historique

#### 1914
- 3 - 10 août : formation de la division, mobilisée dans la 13e région militaire (Clermont-Ferrand)[4]
- 10 – 15 août : transport par voie ferrée (VF) dans la région de Vesoul[4].
- 15 – 19 août : mouvement par étapes, par Ronchamp et Valdoie, vers Fontaine[4].
- 19 – 27 août : offensive en direction de Mulhouse. Prête à intervenir pendant la bataille d'Alsace ; puis stationnement vers Aspach-le-Haut, Burnhaupt-le-Bas et Hagenbach. À partir du 24 août, repli vers Saint-Amarin et Thann[4].
- 27 août – 6 septembre : transport par VF dans la région de Saint-Just-en-Chaussée[4].
  - 31 août : repli vers le sud, par Hermes, l'Isle-Adam et Ecouen.
  - 4 septembre : mouvement offensif, par Luzarches, vers l'Ourcq, en direction de Dammartin-en-Goële.
- 6 – 13 septembre : engagée dans la  1re Bataille de la Marne[4].
  - 6 - 10 septembre : bataille de l'Ourcq, combats violents vers Brégy, Fosse-Martin, Puisieux, Vincy-Manœuvre et Manœuvre.
  - 10 - 13 septembre : poursuite par Villers-Cotterêts et Fontenoy, jusqu'au bord de l'Aisne.
- 13 septembre 1914 – 2 février 1915 : engagée dans la 1re bataille de l'Aisne[4].
  - 13 - 20 septembre : violents combats vers Nouvron-Vingré et Cuisy-en-Almont. Stabilisation du front et occupation d'un secteur vers Pernant et Vingré.
  - 3, 8, 30 et 12 novembre : attaques françaises sur Nouvron, (Guerre des mines).

#### 1915
- 2 – 26 février : retrait du front et repos vers Hartennes[4].
- 26 février 1915 – 28 janvier 1916 : occupation d'un secteur vers Pernant et Venizel[5].
  - Du 24 mars au 14 juin 1915, des éléments de la  85e division territoriale restent en secteur, à la disposition de la 63e DI, vers Pernant.
  - Du 16 au 29 juin, puis du 7 au 24 juillet 1915, l'une des brigades est mise à la disposition du  35e CA, et participe aux combats vers Moulin-sous-Touvent.

#### 1916
- 28 janvier – 16 février : retrait du front, mouvement vers Fismes ; instruction au camp de Ville-en-Tardenois[5].
- 16 février – 20 mai : mouvement vers Prouilly, et occupation d'un secteur vers Berry-au-Bac et Loivre[5].
- 20 – 30 mai : retrait du front, mouvement vers la région de Fère-en-Tardenois et transport par VF dans celle de Sainte-Menehould ; repos. Puis mouvement vers Mondrecourt[5].
- 30 mai – 18 juin : transport par camions à Dugny. Engagée, à partir du 1er juin, dans la Bataille de Verdun, vers le bois Fumin et le sud de Damloup[5].
  - 3, 5 et 8 juin : contre-attaques françaises aux abords du fort de Vaux (perdu le 7 juin).
- 18 juin – 4 juillet : retrait du front, transport par camions dans la région d'Ancerviller. À partir du 25 juin, transport par VF vers Bruyères et Remiremont ; repos[5].
- 4 juillet – 2 septembre : mouvement vers le front et occupation d'un secteur entre le col de la Schlucht et le col de Sainte-Marie, étendu à droite, le 20 juillet, jusque vers Metzeral[5].
- 2 – 29 septembre : retrait du front vers Montreux-Vieux ; travaux. À partir du 12 septembre, transport par VF au camp d'Arches ; instruction[5].
- 29 septembre – 23 octobre : transport par VF dans la région de Bar-le-Duc, puis mouvement vers le front ; à partir du 3 octobre, occupation d'un secteur vers le bois Fumin et la ferme Dicourt[5].
- 23 – 30 octobre : retrait du front (des éléments, restés en secteur sous les ordres de la  74e DI prennent part à la 1re Bataille Offensive de Verdun)[5].
- 30 octobre – 9 novembre : occupation d'un secteur vers le bois Fumin et la ferme Dicourt, porté, après la réoccupation du fort de Vaux, du 2 novembre, sur le front Vaux-devant-Damloup, ferme Dicourt[6].
- 9 – 23 novembre : retrait du front ; repos vers Triaucourt[6].
- 23 novembre 1916 – 1er avril 1917 : mouvement vers l'est, et occupation d'un secteur vers Kœur-la-Grande et Dompcevrin[6].

#### 1917
- 1er – 28 avril : retrait du front ; repos vers Ligny-en-Barrois. À partir du 5 avril, mouvement par étapes vers la région d'Épinal, Dompaire, le camp d'Arches ; repos et instruction[6].
- 28 avril – 23 juin : mouvement vers Saint-Dié, et, à partir du 3 mai, occupation d'un secteur vers le col de Sainte-Marie et la Chapelotte[6].
- 23 – 28 juin : retrait du front et transport par VF, de la région Bruyères, Corcieux, dans celle de Nançois-le-Petit et de Longeville-en-Barrois ; repos vers Pierrefitte-sur-Aire[6].
- 28 juin – 19 août : mouvement vers Souhesme-la-Grande. À partir du 1er juillet, occupation d'un secteur vers Marre et la Hayette[6].
- 19 août – 3 octobre : retrait du front, transport par camions dans la région de Montier-en-Der ; repos et instruction[6].
- 3 octobre – 9 novembre: mouvement vers Sommedieue, par Saint-Dizier, Bar-le-Duc et Souilly ; puis, à partir du 5 octobre, occupation d'un secteur vers Les Éparges et Haudiomont[6].
- 9 – 30 novembre : retrait du front ; repos et instruction vers Condé-en-Barrois[6].
- 30 novembre 1917 – 19 janvier 1918 : mouvement vers le front et occupation d'un secteur vers la ferme Mormont et la cote 344 : engagements violents[6].

#### 1918
- 19 janvier – 21 février : retrait du front, mouvement vers Condé-en-Barrois, puis, à partir du 22 janvier, transport par camions dans la région de Pierrefitte ; travaux défensifs en Argonne[7].
- 21 février – 21 juin : mouvement vers le front, et occupation d'un secteur entre le Four de Paris et le bois de Beaurain, étendu à droite, le 5 avril, jusqu'à l'Aire[7].
- 21 juin – 4 juillet : retrait du front ; repos, travaux et instruction vers Villers-en-Argonne. À partir du 30 juin, mouvement vers la rive droite de l'Aisne[7].
- 4 – 16 juillet : occupation d'un secteur entre le Houyette et l'Aisne[7].
- 16 juillet – 3 août : retrait du front ; regroupement vers Somme-Tourbe. À partir du 17 juillet, transport, partie par camions, partie par VF, dans la région de Choisy-en-Brie, Marolles-en-Brie ; préparation de l'offensive[7].
  - 20 juillet, engagée, à l'est de Neuilly-Saint-Front, dans la 2e Bataille de la Marne, (Bataille du Soissonnais) :
    - 23 juillet : combat de Coincy,
    - 28 juillet : progression jusqu'à l'Ourcq, entre Fère-en-Tardenois et Trugny.
    - 29 juillet - 2 août : tentatives pour franchir l'Ourcq ; prise de Saponay. Début de la poursuite.
- 3 – 6 août : retrait du front ; mouvement vers le camp de Mailly[7].
- 6 août : transformation en 1re division polonaise[7], par décision prise le 4 août[1].

### Rattachements
- 2e armée
  - 22 mai - 25 juin 1916[5]
  - 29 septembre 1916 - 3 avril 1917[5],[6]
  - 23 juin 1917 - 1er juillet 1918[6],[7]
- 4e armée
  - 1er - 16 juillet 1918[7]
- 5e armée
  - 4 août 1915 - 22 mai 1916[5]
- 6e armée
  - 28 août 1914 - 4 août 1915[4],[5]
  - 16 juillet - 6 août 1918[7]
- 7e armée
  - 25 juin - 29 septembre 1916[5]
  - 6 avril - 23 juin 1917[6]
- armée d'Alsace
  - 18 - 28 août 1914[4]
- Intérieur
  - 3 - 18 août 1914[4]

## Seconde Guerre mondiale

### Composition
- 238e régiment d'infanterie
- 298e régiment d'infanterie
- 321e régiment d'infanterie
- 53e régiment d'artillerie mixte divisionnaire
- 63e parc d'artillerie divisionnaire
- 56e groupe de reconnaissance de division d'infanterie
- Compagnies de sapeurs mineurs 63/1 et 63/2
- Compagnie télégraphique 63/81
- Compagnie radio 63/82
- Groupe d'exploitation divisionnaire 63/13
- Groupe sanitaire divisionnaire 63

### Historique
La division est mobilisée à partir du 3 septembre 1939 dans la région de Clermont-Ferrand.
Stationné en Alsace en mai 1940, la division tente de retraiter vers le Sud mais la retraite des troupes de l'Est est bloquée par la Wehrmacht et les dernières unités de la division sont capturées le 22 juin 1940 à Bussang (état-major, I//238e RI, I/298e RI et 425e régiment de pionniers).